# Anita Molcik
Anita Molcik (12 de noviembre de 1980) es una deportista austríaca que compitió en ciclismo de montaña en la disciplina de campo a través. Ganó una medalla de bronce en el Campeonato Mundial de Ciclismo de Montaña de 2006 y tres medallas en el Campeonato Europeo de Ciclismo de Montaña entre los años 2009 y 2012.

## Palmarés internacional
| Campeonato Mundial | Campeonato Mundial       | Campeonato Mundial | Campeonato Mundial    |
| Año                | Lugar                    | Medalla            | Competición           |
| ------------------ | ------------------------ | ------------------ | --------------------- |
| 2006               | Rotorua (Nueva Zelanda)  | Medalla de bronce  | Campo a través para 4 |
| Campeonato Europeo |                          |                    |                       |
| Año                | Lugar                    | Medalla            | Competición           |
| 2009               | Ajdovščina (Eslovenia)   | Medalla de oro     | Campo a través para 4 |
| 2010               | Willingen (Alemania)     | Medalla de plata   | Campo a través para 4 |
| 2012               | Szczawno-Zdrój (Polonia) | Medalla de plata   | Campo a través para 4 |